# 로스트코스트

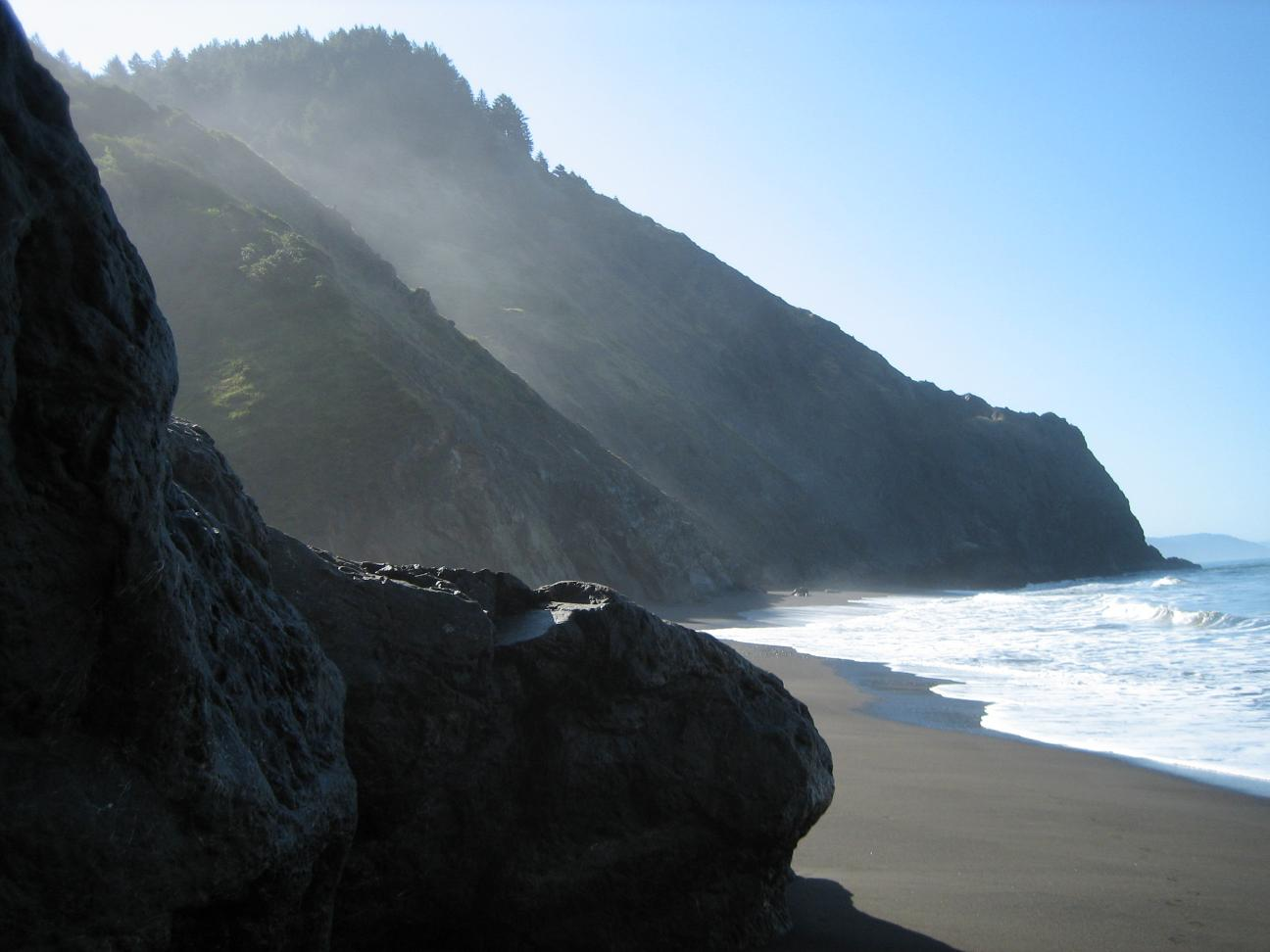

로스트코스트(Lost Coast)는 험볼트군과 멘도시노군의 캘리포니아주 노스코스트에서 대부분이 미개발된 천연 구역으로, 킹레인지가 이 지역에 속해있다. 로스트코스트(Lost Coast)라는 지명은 1930년대 인구 감소를 경험하면서 붙여진 이름이다. 게다가 해안 산맥들의 가파름, 그리고 이와 관련한 지리기술적 문제로 인해 주 고속도로의 경유나 도로 건설자의 도로 확장에 비용이 너무 많이 들기 때문에 캘리포니아주 해안에서 대부분 미개발된 채로 남아있다. 주요 고속도로를 배제하고 페트롤리아, 셸터코브, 화이트혼 등 로스트코스트 지역의 공동체가 캘리포니아주 나머지 지역으로부터 분리되어 있다.
이 지역은 록포트와 펀데일 사이에 위치한다. 남쪽 끝에서 캘리포니아주도 제1호선이 록포트의 내륙을 빗겨 돌아가며 레겟의 U.S. 루트 101과 합쳐진다.

## 험볼트군

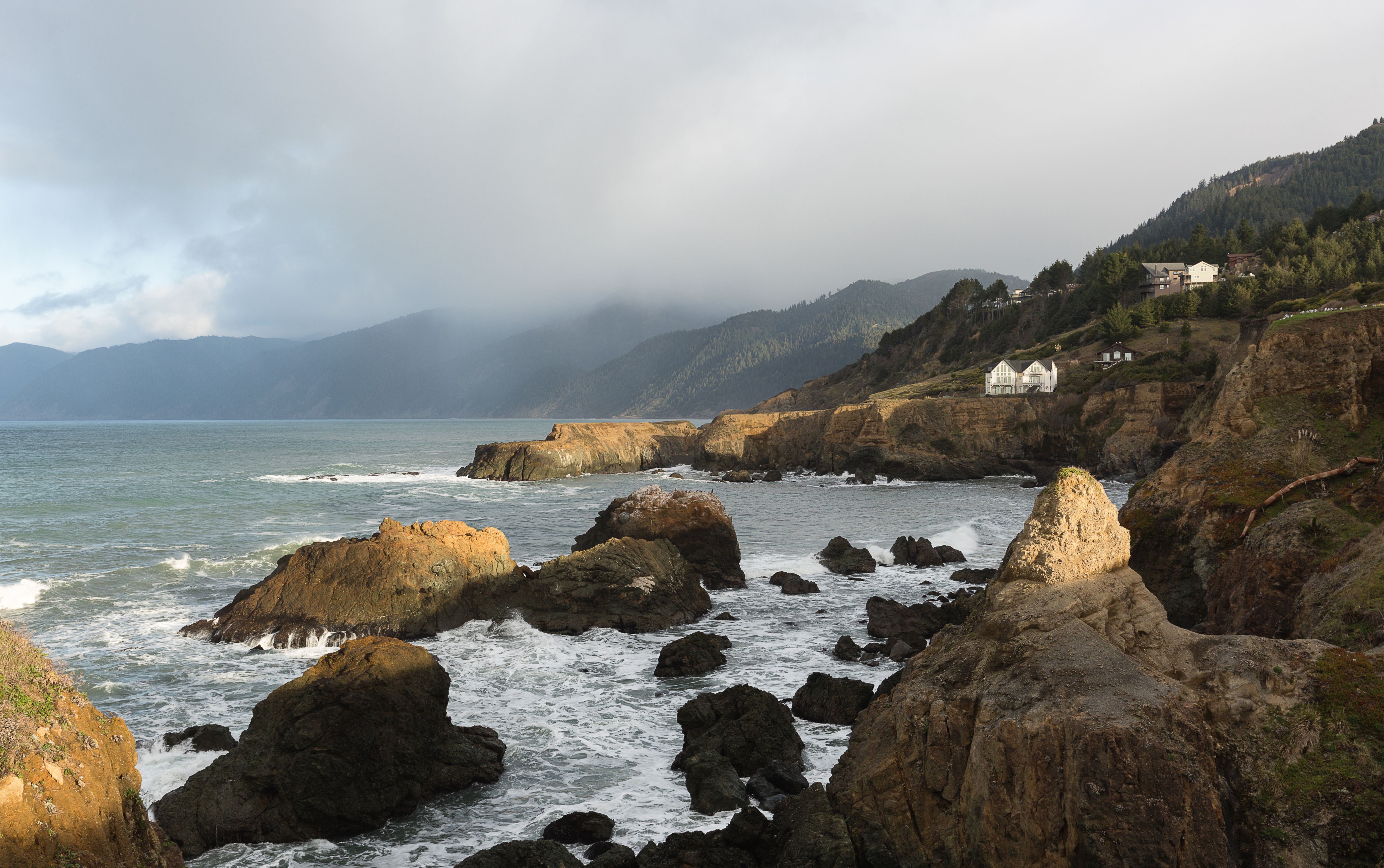
셸터코브 주변의 해안선

이 지역 내륙의 대부분이 연방 정부 소유이며 1970년에 60,000에이커(240 km2) 이상이 킹레인지 보호구역으로 할당되었다.
거칠고 먼 위치 때문에 한숨을 돌릴 곳을 찾는 사람들에게 셸터코브, 화이트혼, 페트롤리아의 소규모 마을들이 인기가 있다. 이 지역은 검은 모래 해변으로 알려져 있는데 이는 경사암(greywacke)으로 불리는 검은색 사암과 셰일 때문이다.

## 멘도시노군

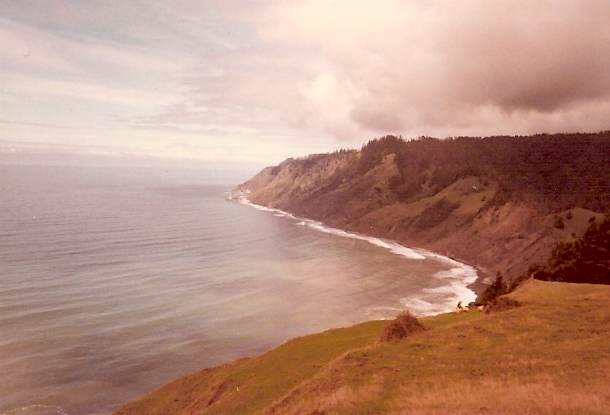
멘도시노군 로스트코스트의 우설크리크.

이 지역의 초기 유럽 정착자들은 피혁 무두질을 위해 타노악 나무 껍질을 경작하기 시작했다. 껍질 수집자들은 우설크리크 샘 주변으로 케니(Kenny) 공동체를 형성하였다.